# Рецепторы, активируемые протеазами
Рецепторы, активируемые протеазами (англ. Protease-activated receptors, PARs ) – класс трансмембранных рецепторов, относящийся к  семейству рецепторов, сопряженных с G-белками. Отличительной особенностью данной группы рецепторов является уникальный механизм активации, при котором происходит ограниченный протеолиз внеклеточного конца рецептора с образованием привязанного лиганда. Существует 4 типа рецепторов: PAR-1, PAR-2, PAR-3 и PAR-4. Все они широко представлены в организме. Экспрессируются тромбоцитами, клетками иммунной системы, клетками эпителия, эндотелия, миоцитами, фибробластами, нейронами, астроцитами. Рецепторы, активируемые протеазами, участвуют в регуляции гемостаза и процессов воспаления.